# Cannabis en Colombia

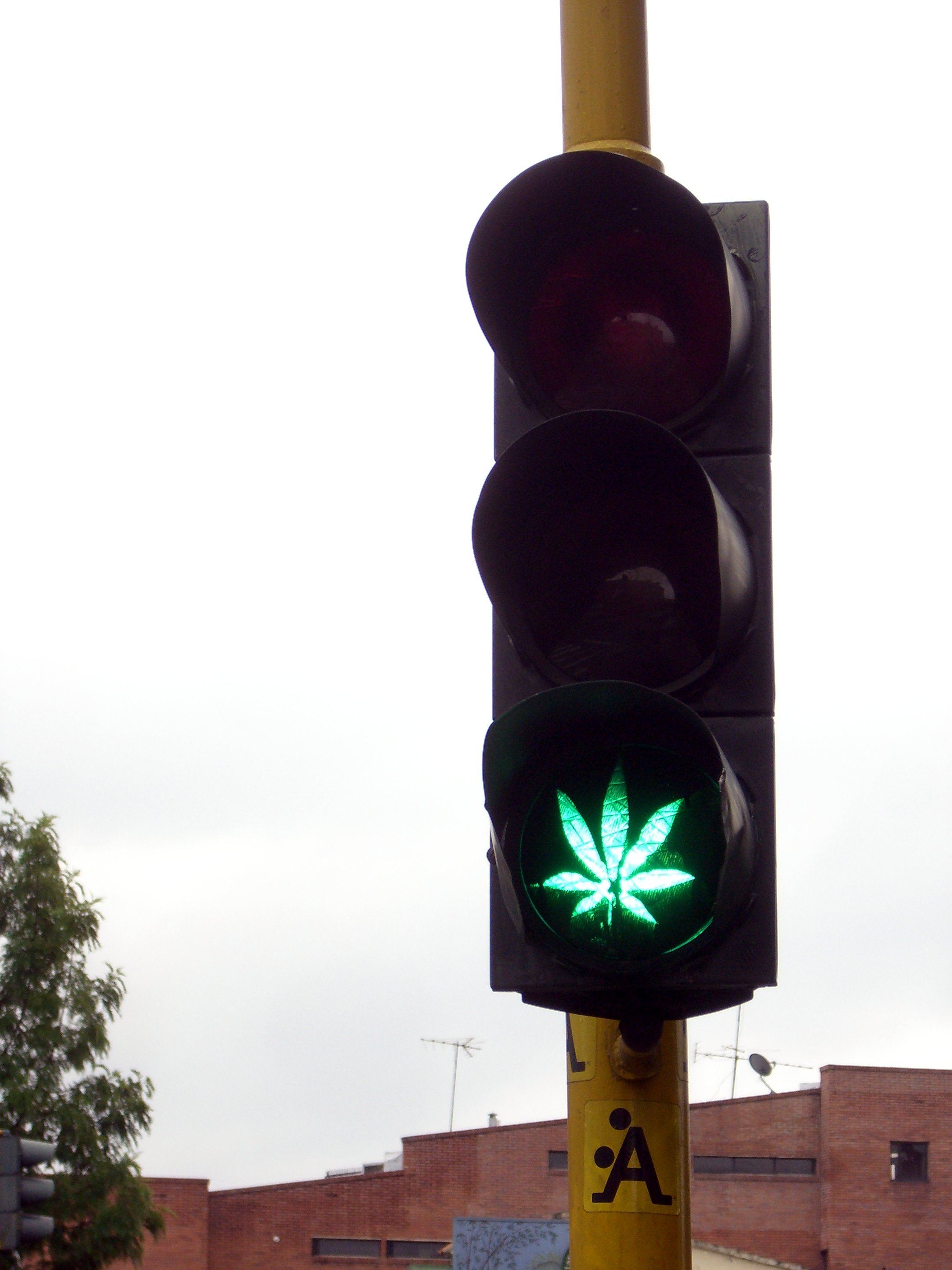
Semáforo alusivo del cannabis en Bogotá

El cannabis en Colombia es totalmente legal para fines medicinales (desde 2016) y para fines industriales (desde 2021), por otra parte, el cannabis con fines recreativos es parcialmente legal: el autocultivo, la posesión y el consumo son legales (desde 1994), pero la comercialización es ilegal.

## Historia

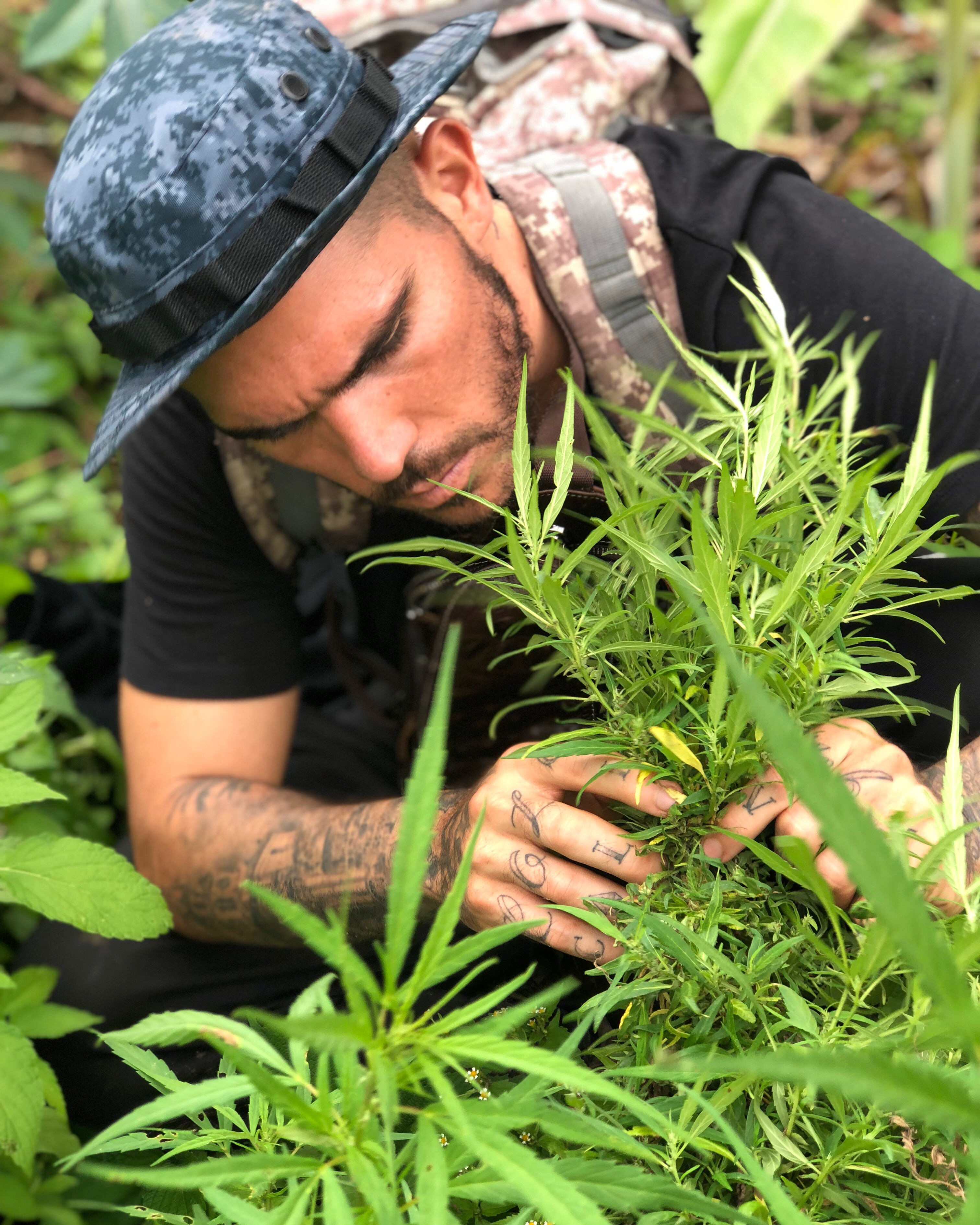
Cultivos de cannabis en la Sierra Nevada de Santa Marta

El cannabis se cultiva en Colombia desde finales del período colonial, cuando el cáñamo se cultivaba por sus fibras industriales. Sin embargo, incluso en ese estado inicial, el cannabis fue reconocido por sus usos psicoactivos, pero estos permanecieron en gran medida confinados a los márgenes de la sociedad colombiana y desalentados por la iglesia católica y la ley nacional. En la década de 1920, posiblemente estimulado por un mayor consumo de cannabis en el Caribe, el uso recreativo de cannabis surgió en los puertos del Atlántico, particularmente en Barranquilla, lo que llevó al gobierno colombiano a restringir aún más el cannabis en 1939 y 1946.
En las décadas de 1960 y 1970, los traficantes de cannabis de América del Norte incursionaron en Colombia, lo que provocó un auge de la producción en la Sierra Nevada de Santa Marta y la península de Urabá , donde el cannabis se introdujo de contrabando en los envíos masivos de bananas hacia el norte de la región. Según el académico Steven Bender, la marihuana de Colombia se conoce como "colombiana", como se menciona en la canción de 1980 del dúo de rock estadounidense Steely Dan " Hey Nineteen ".
La legalización de la marihuana en Colombia se enfrenta a fuertes obstáculos estructurales, principalmente debido al poder económico y político del narcotráfico. Según un artículo de la Universidad de Cundinamarca, existen tres razones clave que hacen casi imposible su legalización: el control que las mafias ejercen sobre el mercado ilegal, la pérdida estimada de hasta 150 millones de dólares anuales que sufrirían estas organizaciones si se permite el comercio legal de la sustancia, y el impacto que esto tendría en el sistema de lavado de activos, el cual está profundamente vinculado con redes de corrupción. Estos factores demuestran que más allá de los argumentos sociales o de salud pública, la principal barrera es el interés de estructuras criminales que dependen del statu quo ilegal. 

## Despenalización
En 1994, la Corte Constitucional de Colombia dictaminó que la posesión de cannabis y otras drogas en cantidades para uso personal era legal. En 2012, el gobierno colombiano despenalizó oficialmente la posesión de hasta 20 gramos de cannabis.  En 2015, la Corte Suprema de Justicia de Colombia dictaminó que se permitía el cultivo de hasta 20 plantas de cannabis.

## Uso medicinal
En 2015, el presidente Juan Manuel Santos firmó una ley que permite el cannabis y sus derivados para usos médicos y establece pautas para los dispensarios.